# Am Dafok
Am Dafok è un insediamento nella prefettura di Vakaga della Repubblica Centrafricana (CAR). La città si trova sul lato centrafricano del confine con il Sudan; sul lato sudanese del confine si trova lo stato del Darfur meridionale.

## Storia
Dopo l'indipendenza del Sud Sudan nel 2011, la strada che attraversa Am Dafok è diventata l'unico valico di frontiera rimasto tra la Repubblica Centrafricana e Sudan.